# قاسم دهنوی
قاسم دهنوی  (زادهٔ ۱ فروردین ۱۳۶۰) بازیکن سابق و مربی فوتبال اهل ایران است.
وی سابقه عضویت در تیم‌های برق شیراز، هما، مس رفسنجان، مس کرمان، تراکتورسازی تبریز، پرسپولیس تهران، ذوب‌آهن اصفهان و صبای قم را دارد.
در حال حاضر وی بعد از پشت سر گذاشتن کلاس‌های مربیگری و تجربه‌ای کوتاه مدت در فوتبال ایران در رده‌های پایین‌تر کار را در لیگ دسته دوم آذربایجان با هدایت تیم خزر لنکران دنبال خواهد کرد.

## افتخارات
- قهرمانی در جام حذفی ۹۴–۱۳۹۳ به همراه تیم ذوب‌آهن اصفهان
- نایب قهرمانی لیگ برتر فوتبال ایران ۹۲–۱۳۹۱ به همراه باشگاه تراکتور سازی تبریز
- نایب قهرمانی لیگ برتر فوتبال ایران ۹۳–۱۳۹۲ به همراه باشگاه پرسپولیس تهران